# Kołodie
Kołodie (ukr. Колодії, Kołodiji) – wieś na Ukrainie, w obwodzie wołyńskim, w rejonie kamieńskim.
W II Rzeczypospolitej wieś należała do gminy Nowy Czartorysk (do 1931 roku pod nazwą Miedwieże) w powiecie łuckim, w województwie wołyńskim.
Do 2020 w rejonie maniewickim.

## Zmarli
Na początku października 1915 w walkach o Kołodie poległo siedmiu żołnierzy 6 Pułku Piechoty Legionów Polskich:
1. pchor. Władysław Gozdawa-Godlewski (1893 – †1 X 1915), pośmiertnie odznaczony Virtuti Militari i Krzyżem Niepodległości[4],
2. plut. Feliks Książkiewicz (1889 – †1 X 1915),
3. plut. Roman Paciorek (†2 X 1915), pośmiertnie odznaczony Krzyżem Niepodległości[4],
4. plut. Kazimierz Rumun (†2 X 1915), pośmiertnie odznaczony Krzyżem Niepodległości[5],
5. szer. Jan Sepeniuk (†2 X 1915), pośmiertnie odznaczony Krzyżem Niepodległości[6],
6. szer. Józef Biegus (1896 – †3 X 1915), pośmiertnie odznaczony Krzyżem Niepodległości[7],
7. sierż. Michał Olender (†4 X 1915), pośmiertnie odznaczony Krzyżem Niepodległości[6][8].